# خالد حمیه
خالد حمیه (انگلیسی: Khaled Hamieh؛ زادهٔ ۷ ژوئن ۱۹۸۱) بازیکن فوتبال اهل لبنان است.
از باشگاه‌هایی که در آن بازی کرده‌است می‌توان به باشگاه ورزشی النجمه لبنان اشاره کرد.
وی همچنین در تیم ملی فوتبال لبنان بازی کرده‌است.